# Constance Mauny

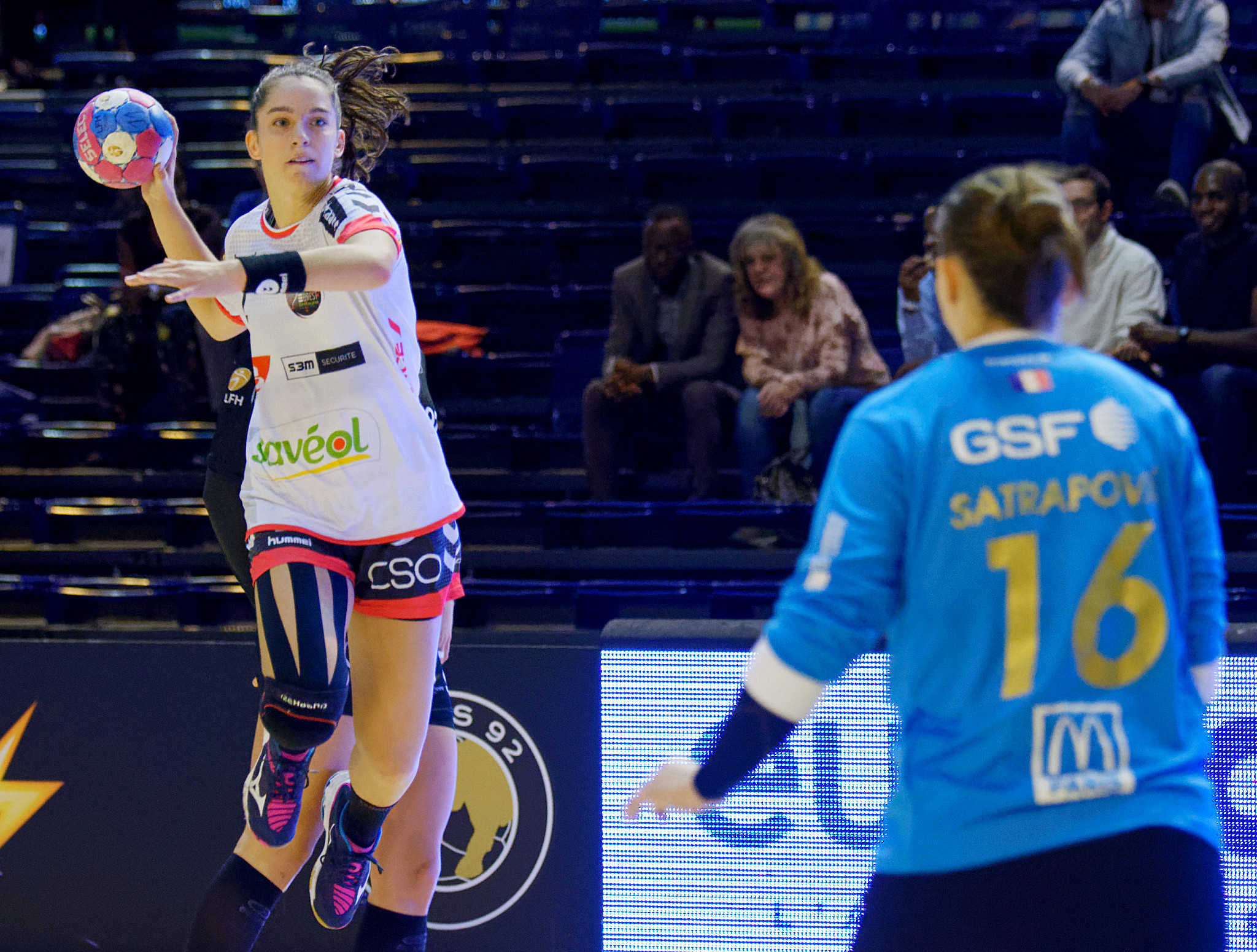
Face à Lucie Satrapová lors de la rencontre de LFH entre Paris 92 et Brest Bretagne Handball. A la Halle Carpentier (Paris), le 05 septembre 2018.

Constance Mauny est une joueuse internationale française de handball née le 17 décembre 1998, évoluant au poste d'ailière gauche au Brest Bretagne Handball depuis 2018.

## Biographie
Issue du club du Chambray Touraine Handball, elle poursuit sa formation au sein des sélections jeunes du comité de l'Indre-et-Loire et de la Ligue Centre-Val de Loire de Handball. Elle intègre le Pôle Espoirs Féminin de la Ligue Centre-Val de Loire situé à Orléans en septembre 2012. Durant ses années de Pôle, elle connaît ses premières sélections avec les Equipes de France Jeunes de la Fédération française de handball. 
Elle découvre la première division avec son club formateur du Chambray Touraine Handball lors de la saison 2016-2017 et réalise de belles prestations. Le club termine la saison à la sixième place. A titre personnel, Constance Mauny comptabilise 25 apparitions et 55 buts pour sa première saison dans l'élite. 
À l'été 2017, elle est retenue en équipe de France junior pour disputer le championnat d'Europe en Slovénie. L'équipe de France remporte la compétition en dominant la Russie en finale (31-26).
En août 2017, à l'issue de la saison 2016-2017, elle est élue meilleure espoir du championnat de France.
En février 2018, elle signe un contrat de deux ans, à compter de la saison 2018-2019, avec le Brest Bretagne Handball où elle remplace l'internationale suédoise Louise Sand.
En septembre 2018, elle connaît sa première sélection, lors de la Golden League, face au Danemark.

## Palmarès

### En club
Compétitions internationales
- Finaliste de la ligue des champions en 2021 (avec Brest Bretagne Handball)

Compétitions nationales
- Vainqueur du championnat de France en 2021 (avec Brest Bretagne Handball)
- Vainqueur de la coupe de France en 2021 (avec Brest Bretagne Handball)
  - Finaliste en 2019 (avec Brest Bretagne Handball)

### En sélection
Sélections jeunes
- championne d'Europe junior en 2017

### Récompenses individuelles
- élue meilleure espoir de la saison du championnat de France 2017[7].

## Galerie photos

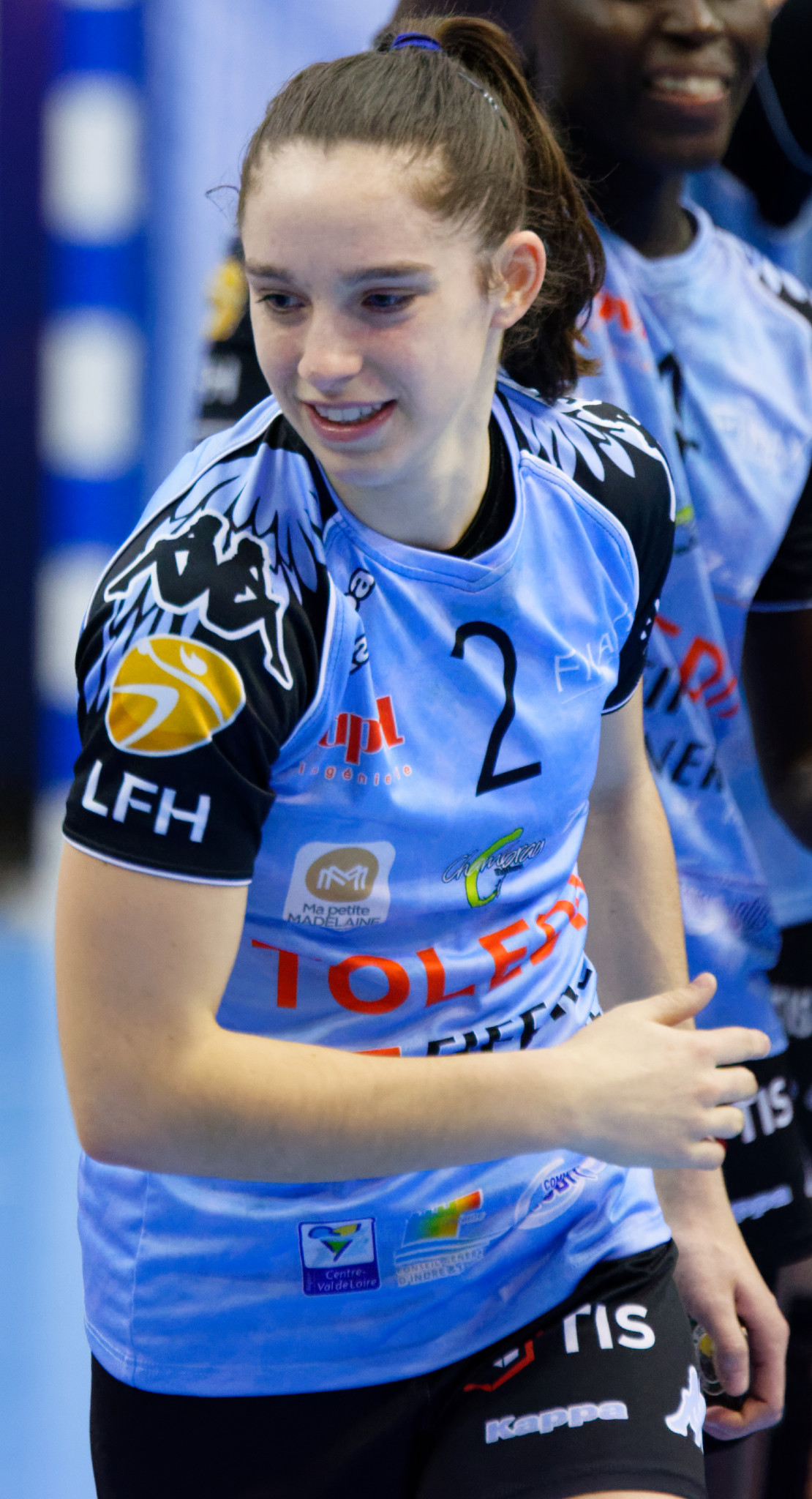
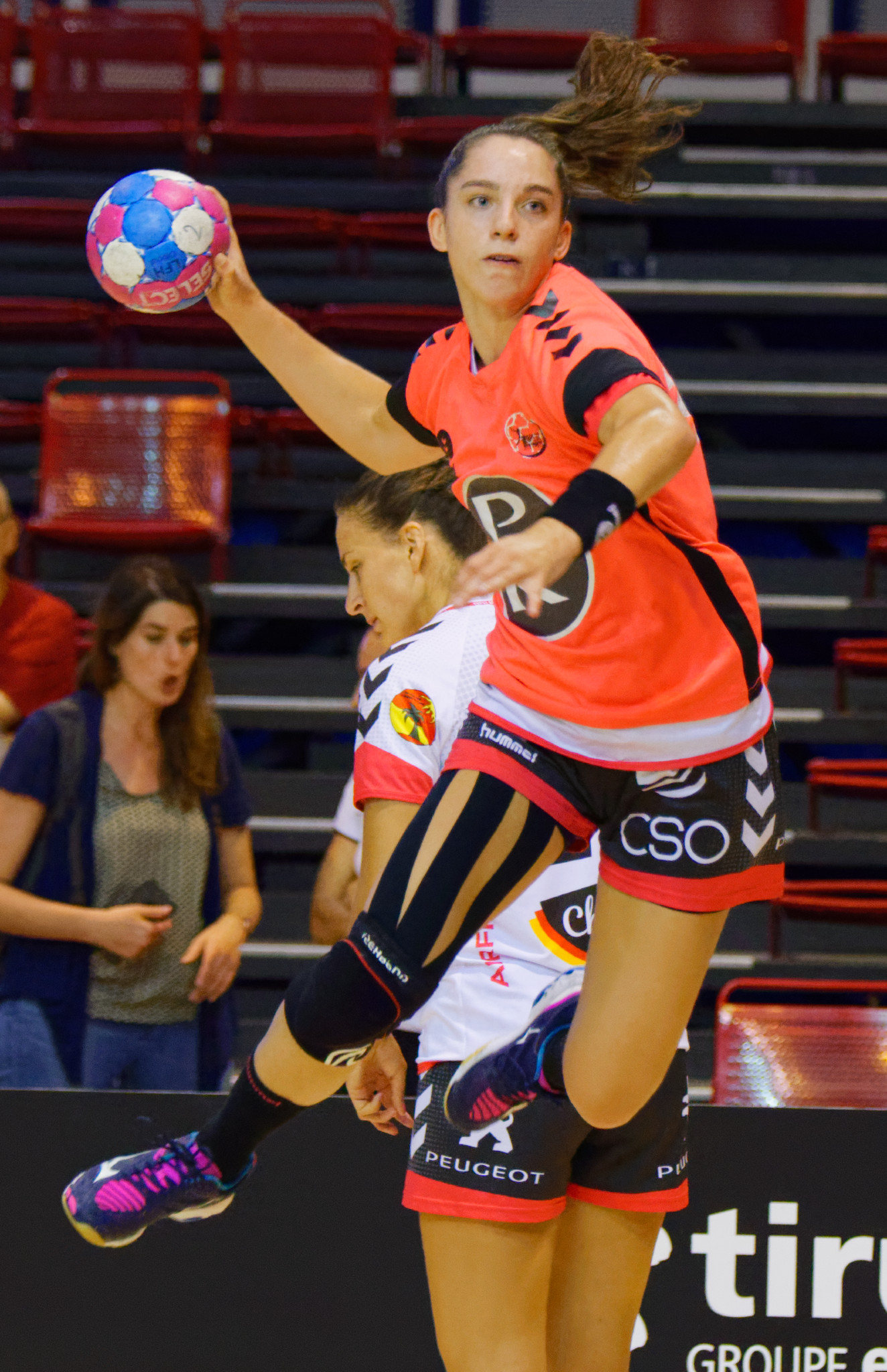
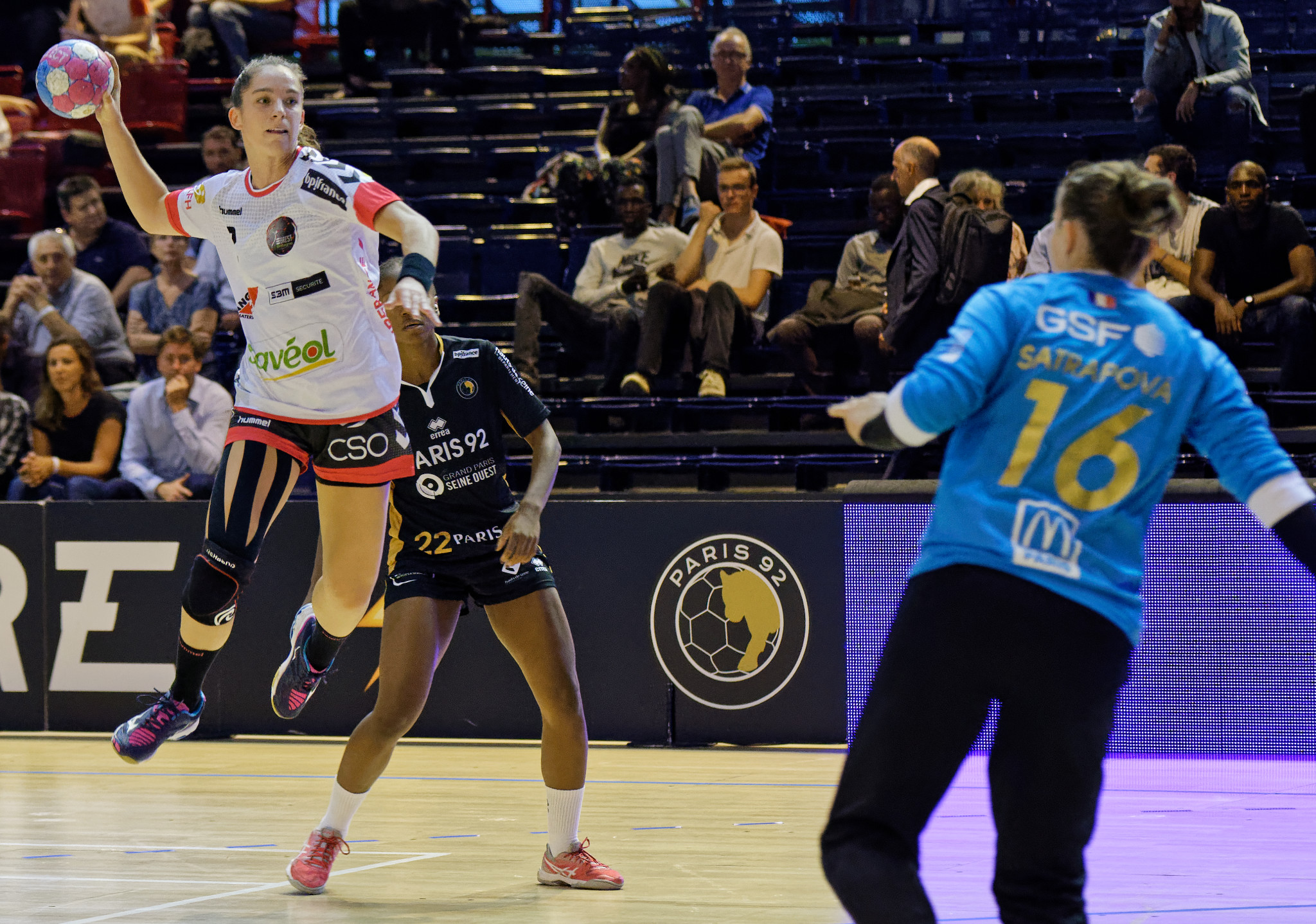